# Vessingesjön
Vessingesjön är en insjö i Laholms kommun i Halland som ingår i Genevadsåns huvudavrinningsområde. Sjön har en area på 0,0752 kvadratkilometer och ligger 36,3 meter över havet.

## Delavrinningsområde
Vessingesjön ingår i delavrinningsområde (627219-133300) som SMHI kallar för Utloppet av Vessingesjön. Medelhöjden är 45 meter över havet och ytan är 1,1 kvadratkilometer. Det finns inga avrinningsområden uppströms utan avrinningsområdet är högsta punkten. Vattendraget som avvattnar avrinningsområdet har biflödesordning 3, vilket innebär att vattnet flödar genom totalt 3 vattendrag innan det når havet efter 15 kilometer. Avrinningsområdet består mestadels av öppen mark (26 %) och jordbruk (58 %). Avrinningsområdet har 0,07 kvadratkilometer vattenytor vilket ger det en sjöprocent på 6,1 %. Bebyggelsen i området täcker en yta av 0,09 kvadratkilometer eller 8 % av avrinningsområdet.

## Galleri

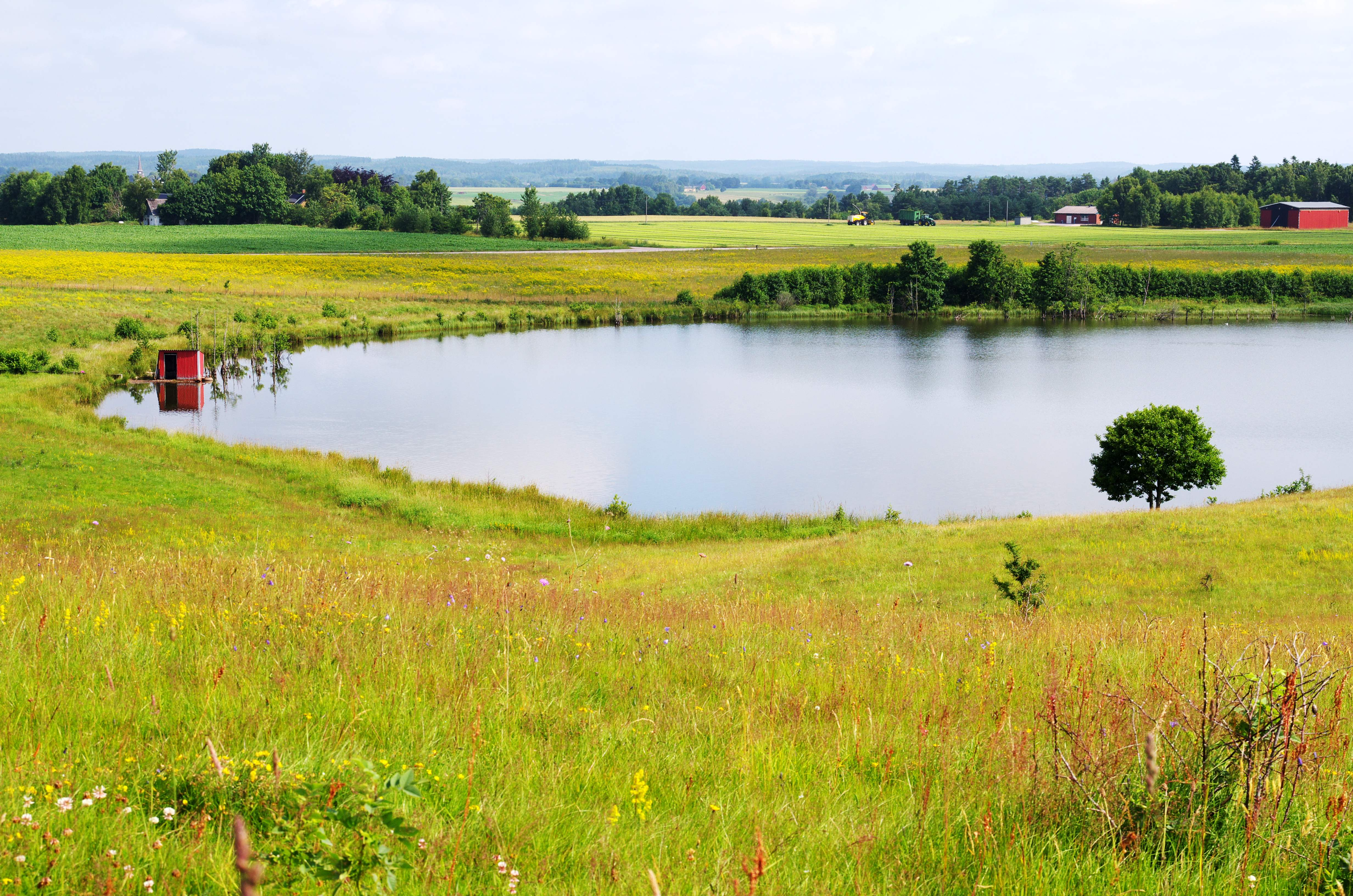
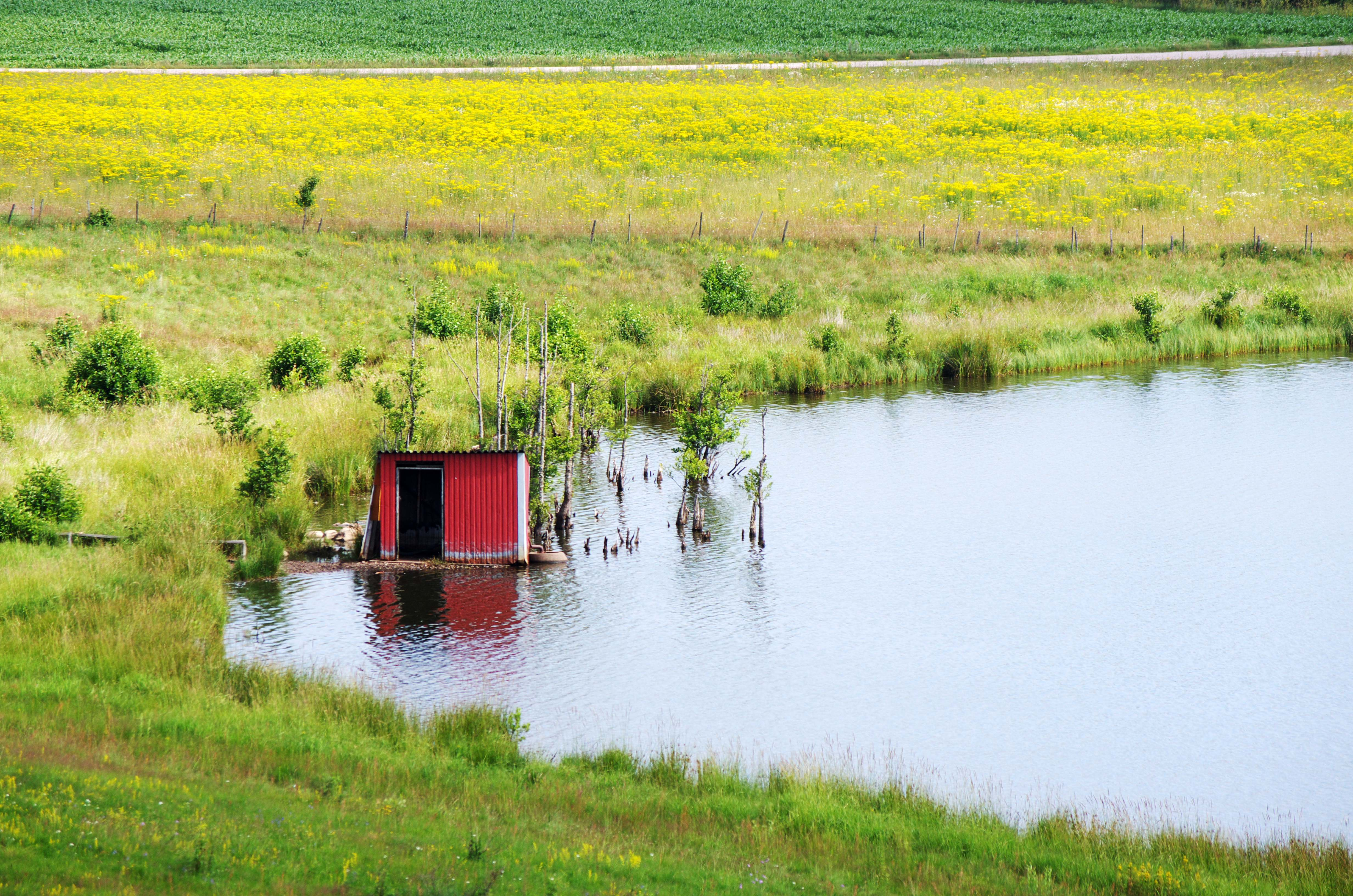
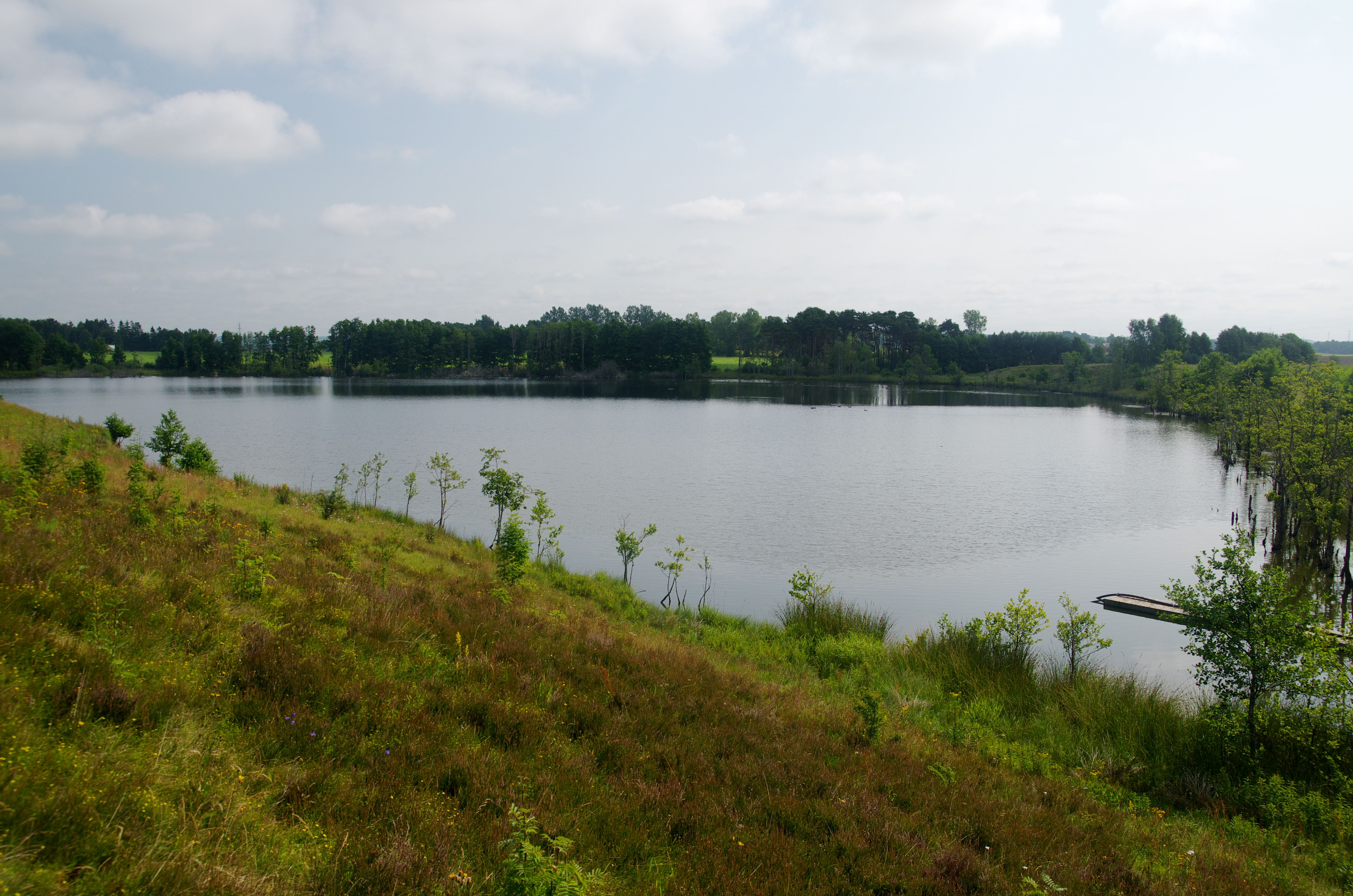
Utloppet
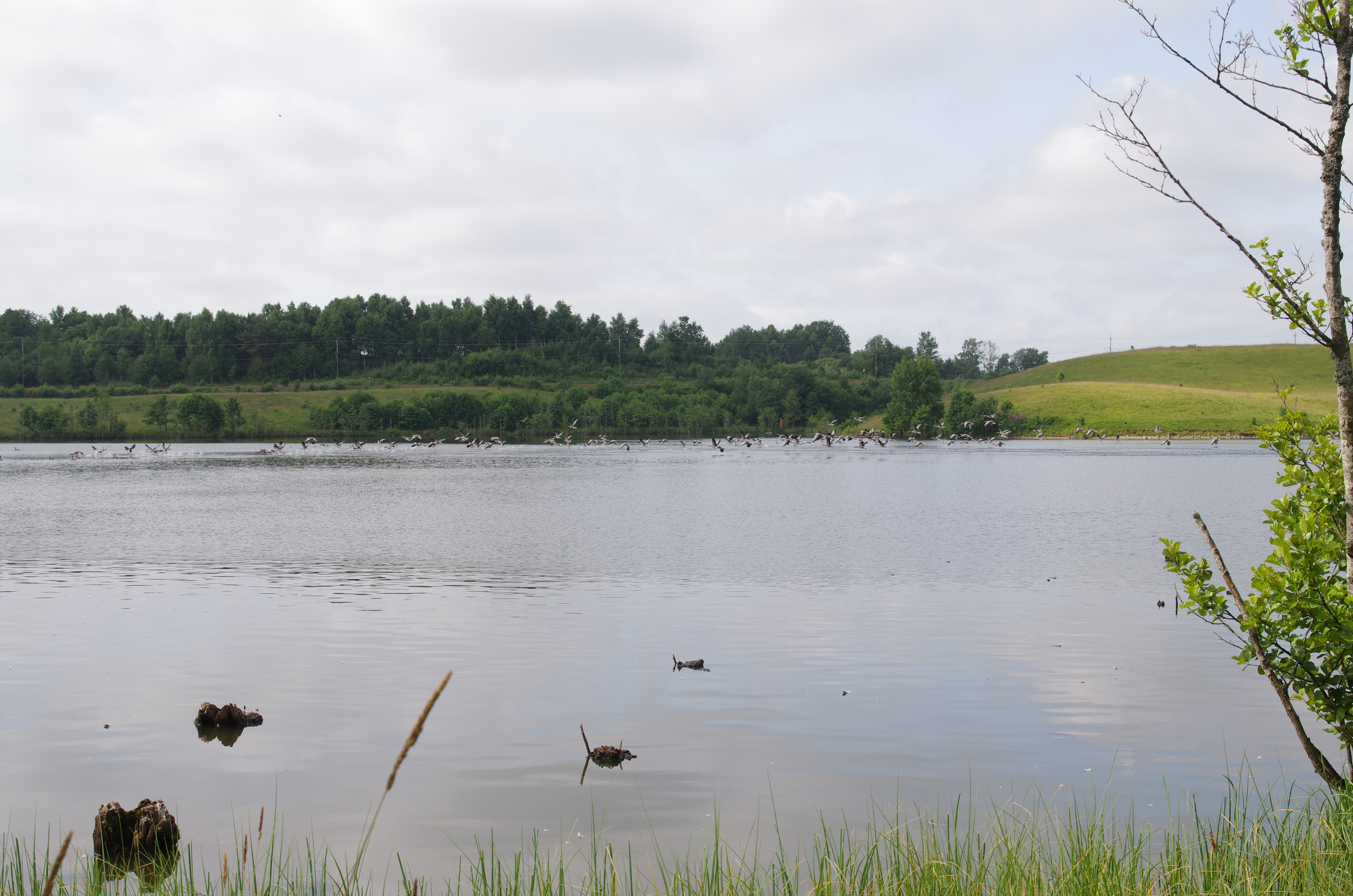